# Saraya (Album)
Saraya ist der Titel des 1989 veröffentlichten ersten Studioalbums der US-amerikanischen Hardrock-Band Saraya.

## Entstehungsgeschichte
Die 1987 gegründete Gruppe hatte im August 1988 noch unter dem Namen „Alses Loraine“ begonnen, Auftritte zu absolvieren. Sie korrigierte den Namen im Laufe der Zeit zu „Alsace Lorraine“, erhielt einen Plattenvertrag bei Polydor und änderte auf Drängen der Plattenfirma ihren Namen zu Saraya. Jeff Glixman, der unter anderem das Soloalbum von Paul Stanley (1978) und Black Sabbaths The Eternal Idol (1987) produziert hatte, wurde beauftragt, die Produktion ihres ersten Musikalbums zu übernehmen.
Es entstand ein Album, das „hörbar“ von den 1970er-Jahren inspiriert war. Dies äußerte sich unter anderem durch Klänge von Hammondorgeln im Stile Jon Lords (Deep Purple) oder Ken Hensleys (Uriah Heep). Dabei verzichtete die Band auf den Einsatz elektronisch erzeugter Schlagzeugsounds. Das Lied Love Has Taken Its Toll entstand erst zwei Tage vor Aufnahmebeginn.
Um die Band einfacher vermarkten zu können, sollte sich Sandi Saraya nach Vorstellung der Plattenfirma für das Album-Cover in einem durchsichtigen Minirock fotografieren lassen. Die Idee dahinter war, aus der Sängerin ein Sex-Symbol zu machen, was diese jedoch ablehnte. Stattdessen ließ sie die Band so fotografieren, dass bei einer ersten Betrachtung nicht sofort klar wurde, dass auch eine Frau auf dem Cover zu sehen war. Im Gegenzug für das Entgegenkommen der Plattenfirma stimmte sie der Änderung des Bandnamens zu.
Eine frühe Promocassette lässt vermuten, dass das Album ursprünglich den Titel Drop the Bomb tragen sollte. Die Katalognummer der Promocassette ist identisch mit der des Albums. Das später als Alsace Lorraine veröffentlichte Instrumentalstück ist auf dieser Cassette noch als Piano Piece verzeichnet. Das Album wurde dann aber unter dem Titel Saraya am 20. März 1989 veröffentlicht. Für die beiden aus dem Album ausgekoppelten Singles, Love Has Taken Its Toll und Back to the Bullet, wurden Musikvideos produziert.

## Titelliste
| Nr.          | Titel                   | Autor(en)                            | Länge |
| ------------ | ----------------------- | ------------------------------------ | ----- |
| 1.           | Love has Taken Its Toll | Sandi Saraya, Tony Rey               | 5:21  |
| 2.           | Healing Touch           | Gregg Munier, Saraya, Sandy Linzer   | 4:43  |
| 3.           | Get U Ready             | Munier, Saraya, Linzer               | 3:10  |
| 4.           | Gypsy Child             | Munier, Saraya, Linzer               | 4:38  |
| 5.           | One Night Away          | Munier, Saraya, Linzer               | 4:40  |
| 6.           | Alsace Lorraine         | Munier                               | 0:50  |
| 7.           | Runnin’ Out of Time     | Munier, Saraya, Linzer               | 4:14  |
| 8.           | Back to the Bullet      | Munier, Saraya, Linzer               | 3:49  |
| 9.           | Fire to Burn            | Fredy Azizaj, Munier, Saraya, Linzer | 4:38  |
| 10.          | St. Christophers Medal  | Munier, Saraya, Linzer               | 4:21  |
| 11.          | Drop the Bomb           | Munier, Saraya, Linzer               | 5:53  |
| Gesamtlänge: | Gesamtlänge:            | Gesamtlänge:                         | 46:14 |

## Rezeption
Das Album gelangte bis auf Platz 79 der US-amerikanischen Album-Charts.
Holger Stratmann schrieb in seiner Rezension für Rock Hard im August 1989, das US-Quintett um die Sängerin Sandi Saraya spule „auf seinem Debütalbum mühelos hochqualitative Rocknummern im Stile von Heart oder Kingdom Come ab“, Mainstream werde „ebenso angeschnitten wie purer Hardrock“. Unterlegt werde das Ganze von „einer perfekten, radiogerechten Superproduktion“. Stratmann nannte das Album empfehlenswert und vergab acht Punkte.